# ريزدنت إيفل أوت بريك فايل 2
ريزدنت إيفل أوت بريك فايل #2 (بالإنجليزية: Resident Evil Outbreak File #2)‏ هي لعبة فيديو من نوع رعب البقاء بإمكانية اللعب عبر الإنترنت صدرت في عام 2004 لـ بلاي ستيشن 2 وهي من تطوير ونشر شركة كابكوم. وهي تكملة للعبة رزدنت إيفل أوت بريك التي لاقت نجاحاً في اليابان . في النسخة الخاصة بالطلب المسبق في اليابان أتى مع اللعبة مرحلة تجريبية للعبة ديفل ماي كراي 3.

## وصلات خارجية
- ريزدنت إيفل أوت بريك فايل 2 على موقع IMDb (الإنجليزية)

- الموقع الرسمي
- الموقع الرسمي
- ريزدنت إيفل أوت بريك فايل 2 على موبي غيمز